# جون قاولد (لاعب هوكي جليد)
جون قاولد هو لاعب هوكي جليد كندي، ولد في 11 أبريل 1949 في Alliston ‏ في كندا.

## وصلات خارجية
- جون غولد على موقع دوري الهوكي الوطني (الإنجليزية)
- جون غولد على موقع EliteProspects.com (الإنجليزية)
- جون غولد على موقع HockeyDB.com (الإنجليزية)
- جون غولد على موقع Hockey-Reference.com (الإنجليزية)